# اسید دوکوسانه‌دیونیک
اسید دوکوسانه‌دیونیک (به انگلیسی: Docosanedioic acid) یک ترکیب شیمیایی است. شکل ظاهری این ترکیب، جامد سفید است.